# Gli occhi non vogliono in ogni tempo chiudersi
Gli occhi non vogliono in ogni tempo chiudersi (Les yeux ne veulent pas en tout temps se fermer ou Peut-être qu'un jour Rome se permettra de choisir à son tour) è un film del 1970 diretto da Jean-Marie Straub e Danièle Huillet.